# 劉芳躅
劉芳躅，字增美，號鐘山，直隸宛平人，清朝政治人物、进士出身。
顺治十二年（1655年）登进士，改庶吉士，授翰林院编修，官至侍读、侍讲、会试副考官、山东巡抚、工部右侍郎。